# جواكيم بيدرو سالغادو فيليو
جواكيم بيدرو سالغادو فيليو (2 يوليو 1888 - 30 يوليو 1950) محامٍ برازيلي وزعيم سياسي وشخصية مؤثرة في فصل القوات الجوية البرازيلية عن الجيش.
وُلد جواكيم بيدرو سالغادو فيلهو ابن يواكيم بيدرو سالغادو وماريا جوزيفا أرتيتا بالميرو في 2 يوليو 1888 في بورتو أليغري ريو غراندي دو سول. أيد ثورة 1930، وعمل في شرطة المقاطعة الفيدرالية (1930-1932)، ثم وزير العمل (1932-1934)، وعضو الكونغرس (1935-1937)، ووزير الملاحة الجوية (1941-1945)، وسيناتور ( 1947-1950). كما كان رئيسًا لحزب العمل البرازيلي من عام 1948 حتى وفاته.
كان أحد مؤسسي المدرسة الوطنية للبريد الجوي والقوات الجوية، مما أدى إلى فصل القوات الجوية البرازيلية عن الجيش. شجع على إنشاء مطارات للطيران التجاري في البرازيل.